# Walter Rangeley
Walter Rangeley (ur. 14 grudnia 1903 w Salford, zm. 16 marca 1982 w Mold) – brytyjski lekkoatleta sprinter, trzykrotny medalista olimpijski.
Rangeley był aktywnym sportowcem przez większość lat 20. i lat. 30. XX wieku. Na igrzyskach olimpijskich w 1924 w Paryżuu zdobył wraz z kolegami (Haroldem Abrahamsem, Wilfredem Nicholem i Lancelotem Royle) srebrny medal w sztafecie 4 × 100 metrów. Startował na tych igrzyskach również w biegu na 100 metrów, ale odpadł w ćwierćfinale.
Na igrzyskach olimpijskich w 1928 w Amsterdamie Rangeley zdobył srebrny medal w biegu na 200 metrów oraz brązowy w sztafecie 4 × 100 metrów (która biegła w składzie: Cyril Gill, Edward Smouha, Rangeley i Jack London). W biegu na 100 metrów ponownie odpadł w ćwierćfinale.
Podczas igrzysk Imperium Brytyjskiego w 1934 w Londynie zdobył brązowy medal w biegu na 220 jardów i złoty w sztafecie 4 × 110 jardów. Startował również w sztafecie 4 × 100 metrów na igrzyskach olimpijskich w 1936 w Berlinieie, ale sztafeta brytyjska odpadła w przedbiegach.
W 1924 trzykrotnie poprawiał rekord kraju w sztafecie 4 × 100 metrów, a w 1935 wyrównał rekord Wielkiej Brytanii w biegu na 100 metrów (10,6).
W późniejszych latach Rangeley pracował jako urzędnik w banku.